# Quetta (Distrikt)
Der Distrikt Quetta (Urdu ضلع کوئٹہ, paschtunisch کوټه ولسوالۍ) ist ein Verwaltungsdistrikt in Pakistan in der Provinz Belutschistan. Sitz der Distriktverwaltung ist die gleichnamige Stadt Quetta.
Der Distrikt hat eine Fläche von 2653 km² und nach der Volkszählung von 2017 2.275.699 Einwohner. Die Bevölkerungsdichte beträgt 858 Einwohner/km². Im Distrikt werden verschiedene Sprachen wie Pashto, Belutschisch, Panjabi, Urdu und Brahui gesprochen.

## Geografie
Der Distrikt liegt im Norden der Provinz Belutschistan, die sich im Westen von Pakistan befindet.

## Verwaltungsgliederung
Der Distrikt ist administrativ in drei Tehsil unterteilt:
- Zarghoon
- Chiltan
- Panjpai

## Demografie
Zwischen 1998 und 2017 wuchs die Bevölkerung um jährlich 5,82 % und damit sehr schnell. Von der Bevölkerung leben ca. 44 % in städtischen Regionen und ca. 56 % in ländlichen Regionen. In 276.711 Haushalten leben 1.193.913 Männer, 1.081.755 Frauen und 31 Transgender. Daraus ergibt sich ein Geschlechterverhältnis von 110,4 Männern pro 100 Frauen und damit ein für Pakistan häufiger Männerüberschuss.
Die Alphabetisierungsrate in den Jahren 2014/15 unter der Bevölkerung ab 10 Jahren liegt bei 63 % (Frauen: 37 %, Männer: 78 %).
| Jahr | Einwohnerzahl |
| ---- | ------------- |
| 1972 | 252.577       |
| 1981 | 383.403       |
| 1998 | 773.936       |
| 2017 | 2.275.699     |